# Neoborella
Neoborella is een geslacht van wantsen uit de familie van de Miridae (Blindwantsen). Het geslacht werd voor het eerst wetenschappelijk beschreven door Knight in 1925.

## Soorten
Het genus bevat de volgende soorten:

- Neoborella canadensis Kelton & Herring, 1978
- Neoborella pseudotsugae Kelton & Herring, 1978
- Neoborella simplex (Reuter, 1908)
- Neoborella tumida Knight, 1925
- Neoborella xanthenes Herring, 1972